# Areometr Trallesa

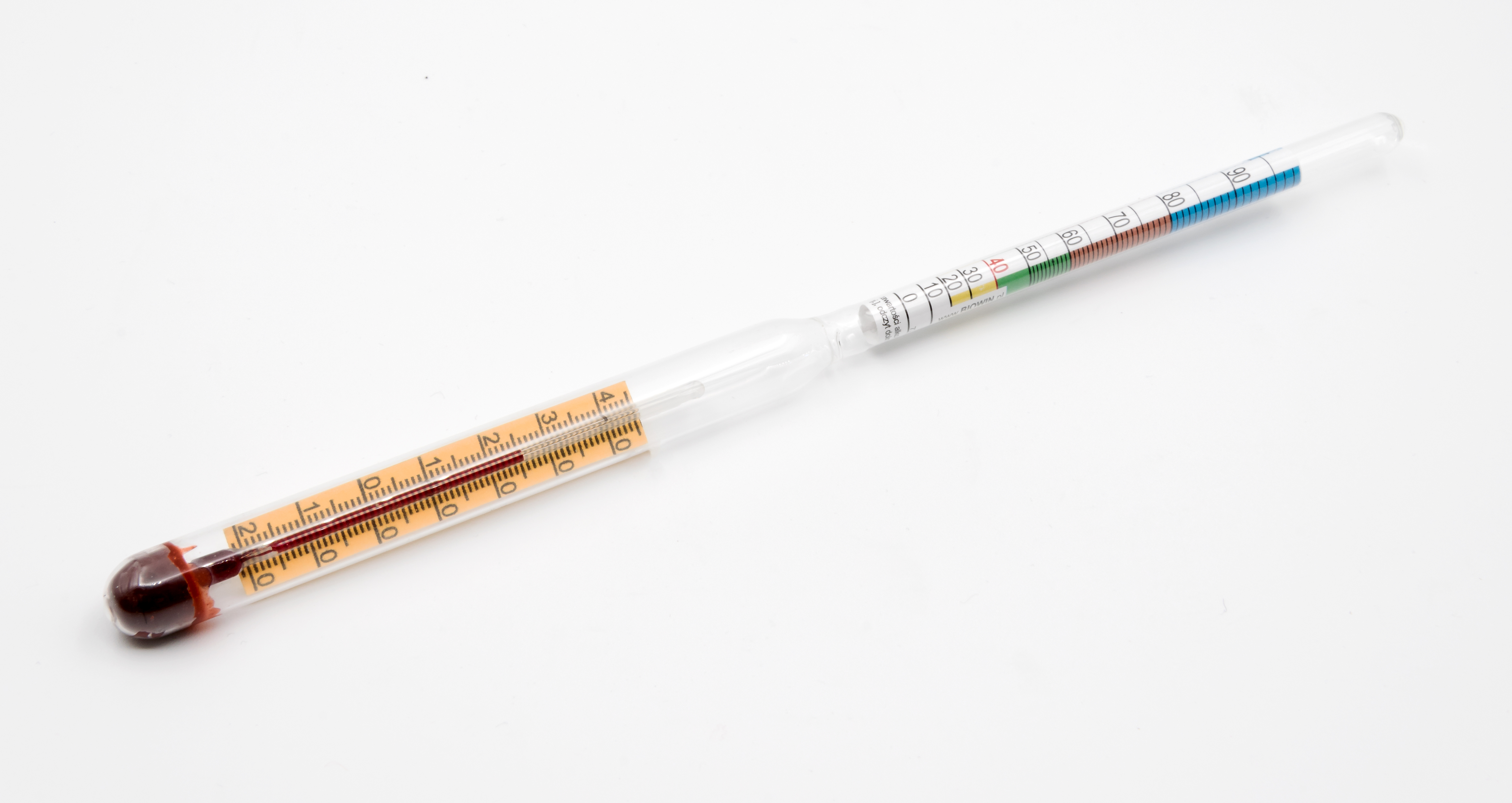
Alkoholomierz z termometrem

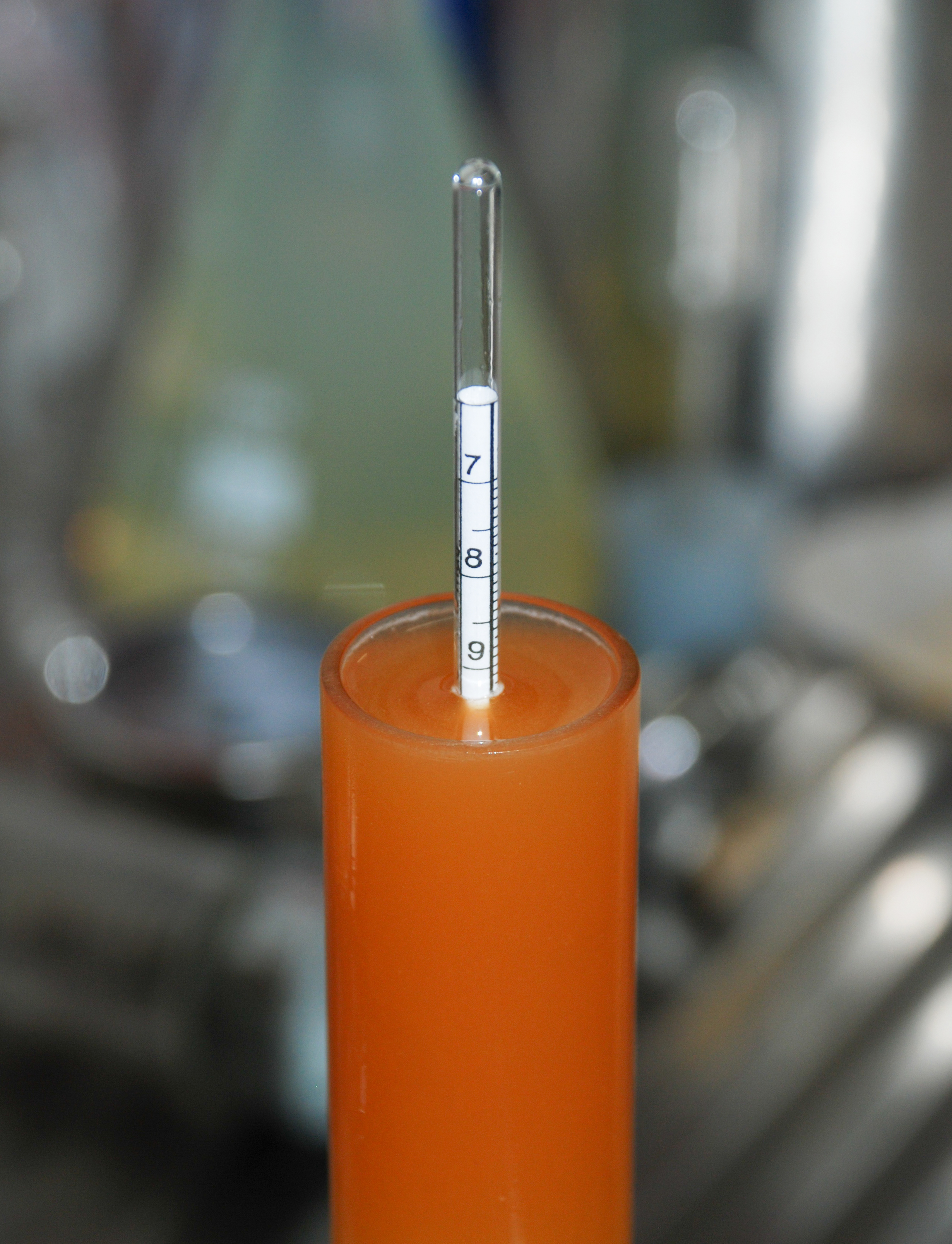
Pomiar brzeczki piwnej

Areometr Trallesa – areometr, zwany alkoholomierzem, który podaje zawartość alkoholu w stopniach Trallesa (°Tr), czyli procentach objętościowych (cm³/100 cm³). W alkoholu absolutnym o gęstości d20/4=0,7895 g/cm³ areometr pokazuje 100 °Tr, w wodzie 0 °Tr.
Określenie procentowej zawartości alkoholu jest też możliwe przy pomocy areometru uniwersalnego (wyskalowanego w jednostkach gęstości), niemniej wymaga wykonania dodatkowych obliczeń lub skorzystania z tabel ujmujących zależność gęstości w funkcji zawartości alkoholu.